# Csengele
Csengele  este un sat în districtul Kistelek, județul Csongrád, Ungaria, având o populație de 1.929 de locuitori (2011). 

## Demografie
Componența etnică a satului Csengele
     Maghiari (95,86%)
     Români (1,68%)
     Germani (1,68%)
     Necunoscut (0,47%)
     Bulgari (0,31%)
     Alții (0,47%)
Componența confesională a satului Csengele
     Romano-catolici (79,89%)
     Fără religie (5,81%)
     Reformați (2,75%)
     Necunoscută (11,09%)
     Alte religii (1,3%)
Conform recensământului din 2011, satul Csengele avea 1.929 de locuitori. Din punct de vedere etnic, majoritatea locuitorilor (95,86%) erau maghiari, existând și minorități de germani (1,68%) și români (1,68%). Apartenența etnică nu este cunoscută în cazul a 0,47% din locuitori.  Din punct de vedere confesional, majoritatea locuitorilor (79,89%) erau romano-catolici, existând și minorități de persoane fără religie (5,81%) și reformați (2,75%). Pentru 11,09% din locuitori nu este cunoscută apartenența confesională.